# خانواده خامنه‌ای
خانواده خامنه‌ای خانواده سادات ایرانی است، که دارای مذهب شیعه دوازده امامی می‌باشد و اعضای آن خود را منتسب به سجاد؛ امام چهارم شیعیان معرفی می‌کنند. پیشینه خانواده خامنه‌ای به آذری‌های ایرانی بازمی‌گردد و بنیان‌گذار این خانواده نیز سید جواد خامنه‌ای می‌باشد. اجداد خانواده خامنه‌ای در دوره‌های پیشین، در منطقه آذربایجان و نیز در شهرهای نجف و تفرش زندگی کرده‌اند. تا پیش از وقوع انقلاب ۱۳۵۷ و به قدرت رسیدن سید علی خامنه‌ای به‌عنوان دومین رهبر جمهوری اسلامی ایران، خانواده خامنه‌ای، خاندانی گمنام به‌شمار می‌آمد. هم‌اکنون اعضای شناخته شده این خانواده شامل؛ سیدهادی خامنه‌ای، سید محمد خامنه‌ای، سیدمجتبی خامنه‌ای و سیدمسعود خامنه‌ای می‌باشند.

## تبار
جدِّ بزرگِ علی خامنه‌ای، سیّد محمّد حسینی تفرشی، از سلسله سادات افطسی است. شجرهٔ وی به سلطان سید احمد می‌رسد که با پنج واسطه از اخلاف علی بن الحسین — امام چهارم شیعیان — است. جدش سید حسین خامنه‌ای در خامنه به دنیا آمد و در حوزهٔ علمیهٔ نجف، در زمرهٔ فقها و مدرسان آن حوزه و از علمای طرف‌دار جنبش مشروطه ایران بود. پدر علی خامنه‌ای، سید جواد خامنه‌ای از علما و مجتهدان عصر خود بود و از محمدحسین نائینی، سید ابوالحسن اصفهانی و آقا ضیاءالدین عراقی، اجازهٔ اجتهاد داشت.
سید هاشم نجفی میردامادی، پدربزرگ مادری علی خامنه‌ای، مفسر قرآن و امام جماعت مسجد گوهرشاد بوده که در زمان رضاشاه به‌علت اعتراض به کشتار مردم در واقعهٔ مسجد گوهرشاد، به سمنان تبعید می‌شود. به‌گفتهٔ علی‌اکبر ولایتی در دائرةالمعارف بزرگ اسلامی، سلسلهٔ نسب علی خامنه‌ای از سوی مادر به جعفر صادق، امام ششم شیعیان، می‌رسد. بنا به گفتهٔ مراد ویسی در رادیو فردا، پدربزرگ مادری او، زاده و بزرگ‌شدهٔ نجف و دانش‌آموختهٔ حوزهٔ علمیهٔ نجف و نیز از سادات میردامادی اصفهانی و مشخصاً نجف‌آبادی بود. او حدوداً در ۴۰سالگی به ایران مهاجرت کرد و در مشهد به تبلیغات مذهبی و تحصیل و تدریس و نوشتن کتاب‌های اسلامی مشغول بود. وی سالیان بسیار امام جماعت مسجد گوهرشاد بود و به تفسیر قرآن اشتغال داشت و کتاب تفسیر قرآن خلاصةالبیان را نوشت. او در زمان کشف حجاب در حکومت رضاشاه در مسجد گوهرشاد مبارزاتی کرد و پس از مخالفت با این طرح به سمنان تبعید شد.